# Коссоньо
Коссоньо (итал. Cossogno) — коммуна в Италии, располагается в регионе Пьемонт, в провинции Вербано-Кузьо-Оссола.
Население составляет 670 человек (30-6-2017), плотность населения составляет 16,64 чел./км². Занимает площадь 40,26 км². Почтовый индекс — 28801. Телефонный код — 0323.
Покровителем коммуны почитается святой Бриксий Турский, празднование 13 ноября.

## Демография
Динамика населения:

## Администрация коммуны
- Официальный сайт: https://web.archive.org/web/20110708193751/http://www.cossogno.com/

## Примечание
1. ↑  Statistiche demografiche ISTAT. demo.istat.it. Дата обращения: 11 декабря 2019. Архивировано 16 июля 2018 года.